# Liste von Wegweisersäulen in Sachsen
In dieser Liste von Wegweisersäulen in Sachsen sollen die exakten Aufstellungsorte und sonstigen Charakteristika der ab Anfang des 19. Jahrhunderts im Königreich Sachsen aufgestellten Wegweisersäulen näher erläutert sowie vorhandene Fotos dazu gesammelt werden. Basis für die eigenverantwortliche Errichtung dieser Wegweiser durch die zuständigen Kommunen war eine Verordnung der Landesregierung vom 29. Januar 1820, die bis 1934 gültig war, da die hölzernen Wegweiser aus dem 17. und 18. Jahrhundert, die sogenannten Armsäulen, nicht mehr vorhanden oder zumindest nicht mehr aktuell waren. Ferner werden auch Verordnungen vom 28. Februar 1820 und vom 29. August 1820 genannt. Die örtlich bzw. regional unterschiedlich gestalteten Wegweisersäulen gehören nicht zu den Kursächsischen Postmeilensäulen oder Königlich-sächsischen Meilensteinen bzw. Kilometersteinen und tragen i. d. R. Entfernungsangaben mit den 1721–1840 gültigen sächsischen Wegstunden (1 Stunde/St. = 4,531 km) oder Kilometerangaben. Da die Säulen im Dunkeln oft übersehen wurden, erhielten viele der aus heimischen Werkstein gefertigten Objekte einen weißen Anstrich; deshalb sind viele hinlänglich noch als „weiße Steine“ bekannt. Sie stehen in Sachsen als Kulturdenkmale einzeln, jedoch nicht als Sachgesamtheit, unter Denkmalschutz. Im ehemaligen Landkreis Sächsische Schweiz wurden durch René Prokoph 274 Wegweisersäulen inventarisiert und 1997 veröffentlicht.

## Aufteilung
Wegen der großen Anzahl von Wegweisersäulen in Sachsen sind diese nach Landkreisen in Teillisten aufgeführt.
| Wegweisersäulen in Sachsen                 |
| ------------------------------------------ |
| Stadt Chemnitz                             |
| Stadt Dresden                              |
| Landkreis Bautzen                          |
| Erzgebirgskreis                            |
| Landkreis Görlitz                          |
| Landkreis Leipzig                          |
| Landkreis Meißen                           |
| Landkreis Mittelsachsen                    |
| Landkreis Nordsachsen                      |
| Landkreis Sächsische Schweiz-Osterzgebirge |
| Vogtlandkreis                              |
| Landkreis Zwickau                          |